# 2007 în teatru
- 2005 în teatru — 2006 în teatru — 2007 în teatru — 2008 în teatru — 2009 în teatru

## Premiere
Teatrul Național București
- 28 februarie: Viața mea sexuală de Cornel George Popa, regia Sorin Militaru
- 20 aprilie: Rendez - vous de Tudor Mușatescu, regia Victor Moldovan
- 12 mai: Jocul ielelor de Camil Petrescu, regia Claudiu Goga
- 18  mai: Sâmbătă, duminică, luni de Eduardo de Filippo, regia Dinu Cernescu
- 23 septembrie: Iubiri interzise de Yukio Mishima, regia Issey Takizawa
- 29 septembrie: Istoria comunismului povestită pentru bolnavii mintal de Matei Vișniec, regia Florin Fătulescu
- 29 noiembrie: Privighetoarea și trandafirul de Oscar Wilde, regia Carmen Lidia Vidu
- 2 decembrie: Cu ușile închise de Jean Paul Sartre, regia Mircea Anca

Teatrul Bulandra
- O scrisoare pierdută de I.L. Caragiale, regia Doru Ana
- 7 decembrie: Mamouret  de Jean Sarment, regia Dinu Cernescu

Teatrul Nottara
- Cui am onoarea să mă adresez? de Peter Shaffer, regia Petre Bokor
- Ritmuri, regia Diana Lupescu
- Bătrânul de Maxim Gorki, regia Catrinel Dumitrescu
- Special, sânge!!! de Guy Foissy, regia Bogdan Hușanu

Teatrul Odeon
- 31 martie: Cinci piese scurte de Eugene Ionesco, regia Alexandru Darie
- 3 septembrie: Block Bach, regia Alexandru Dabija
- 21 septembrie: Ultima femeie a señorului Juan de Leonid Juhovițki, regia Vladimir Granov

Teatrul de Comedie
- septembrie: Galy Gay de Bertholt Brecht, regia Lucian Giurchescu
- 14 septembrie: OuiBaDa, concept și regie Gigi Căciuleanu

Teatrul Mic
- 20 ianuarie: Război cu Troia nu se face după Jean Giraudoux, regia Florin Călinescu
- 13 octombrie: Colonia îngerilor de Ștefan Caraman, regia Nona Ciobanu
- 8 decembrie: Jacques sau supunerea de Eugene Ionesco, regia Florin Fătulescu

Teatrul Foarte Mic
- 25 martie: Sado-maso blues bar  de Maria Manolescu, regia Gianina Cărbunariu
- 16 mai: COOLori de Peca Ștefan, regia Diana Iliescu

Teatrul Act
- 26 mai: Capra sau Cine e Sylvia? de Edward Albee, regia Alexandru Dabija
- 17 octombrie: Amalia respiră adânc de Alina Nelega Cadariu, regia Mariana Cămărășan

Teatrul Național din Cluj-Napoca
- 28 iunie: Rock’n’Roll de Tom Stoppard, regia Andrei Șerban

Teatrul Maghiar de Stat din Cluj
- 3 octombrie: Unchiul Vania de A.P. Cehov, regia Andrei Șerban
- 29 octombrie: Gianni Schicchi, după Giacomo Puccini, regia Silviu Purcărete

Teatrul Național Radu Stanca din Sibiu
- 12 ianuarie: Pescărușul de A.P. Cehov, regia Andrei Șerban
- 19 ianuarie: Balul, regia Radu Alexandru Nica
- 2 februarie: Omul care a văzut moartea
- 24 martie: Viața cu un idiot după Viktor Erofeev, regia Andriy Zholdak
- 20 septembrie: Faust de Goethe, regia Silviu Purcărete

## Decese
- 7 ianuarie — Sorana Coroamă-Stanca, regizoare română (n. 1921)
- 8 iunie — Adrian Pintea, actor român de teatru și film (n. 1954)
- 5 august — Florian Pittiș, actor și interpret român (n. 1943)
- 22 septembrie — Marcel Marceau, actor francez (n. 1923)
- 8 decembrie — Ioan Fiscuteanu, actor român (n. 1937)
- 28 decembrie — Clody Bertola, actriță română (n. 1913)